# Prominin
Prominin ist das erste identifizierte Mitglied einer neuen Art von Membran-Proteinen in tierischen Zellen (genauer ein Glykoprotein). Es hat einen ungewöhnlichen Aufbau mit fünf die Membran durchdringenden Bereichen und zwei großen aus der Membran herausragenden extrazellulären Schleifen. Es wurde in Stammzellen, Epithelzellen und Nonepithelzellen, sowie in Photorezeptorzellen der Netzhaut gefunden. Prominin interagiert mit Membran-Cholesterol und ist ein Marker für ein von Cholesterol abgeleitetem Lipid namens Raft. Bei einer Mutation im zur Herstellung des Proteins verantwortlichen menschlichen Gens (wobei das Protein verkürzt wird) tritt meist eine Netzhautdegeneration auf. 